# فهرست اعضای فدراسیون انقلابی ارمنی

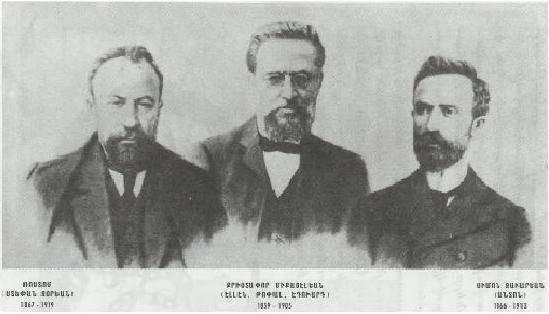
از چپ به راست:استپان زوریان، کریستاپور میکائلیان، سیمون زاواریان

لیستی از اعضای فدراسیون انقلابی برجسته ارمنی در طول تاریخ.

## بنیانگذاران
- استپان زوریان، (۱۸۶۷–۱۹۱۹)
- کریستاپور میکائلیان، (۱۸۵۹–۱۹۰۵)
- سیمون زاواریان، (۱۹۶۶–۱۹۱۳)

## فدایی

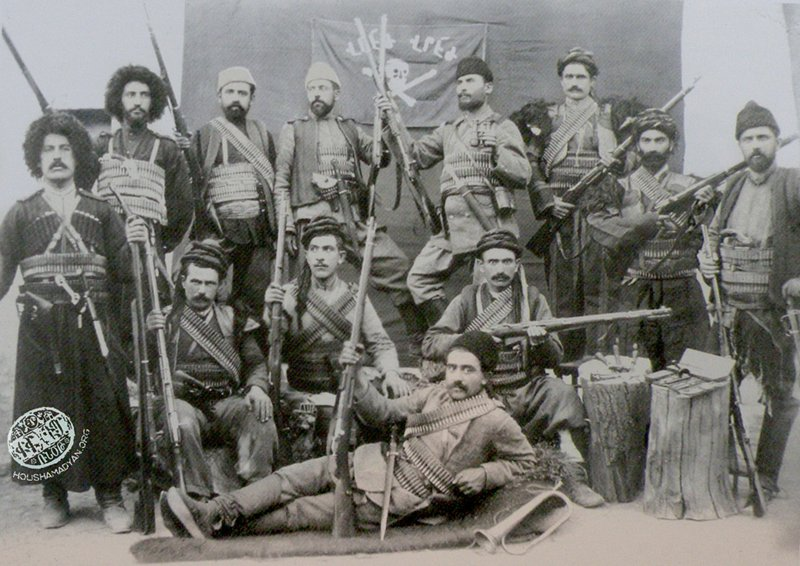
فدائیان ارمنی

- سوسه مایریک، (۱۸۶۵–۱۹۵۲)
- آغبیور سروب، (۱۸۶۴–۱۸۹۹)
- هرایر دژوغک، (۱۸۶۴–۱۹۰۴)
- سمبات بورویان، (۱۸۶۴–۱۹۵۶)
- آندرانیک اوزانیان، (۱۸۶۵–۱۹۲۷)
- سباستاتسی موراد، (۱۸۷۴–۱۹۱۸)
- گارگین نژده، (۱۸۸۶–۱۹۵۵)
- یپرم‌خان، (۱۸۶۸–۱۹۱۲)
- آرمن گارو، (۱۸۷۲–۱۹۲۳)
- گوورگ چاووش، (۱۸۶۵–۱۹۰۷)
- بابکن سیونی، (۱۸۷۳–۱۸۹۶)
- سوقومون تهلیریان، (۱۸۹۷–۱۹۶۰)
- استپان استپانیان، (۱۸۶۶–۱۹۱۵)
- آرشاک جامالیان، (۱۸۸۲–۱۹۴۰)
- خچو، (۱۸۷۲–۱۹۱۵)

## اولین جمهوری ارمنستان (۱۹۲۰–۱۹۱۸)

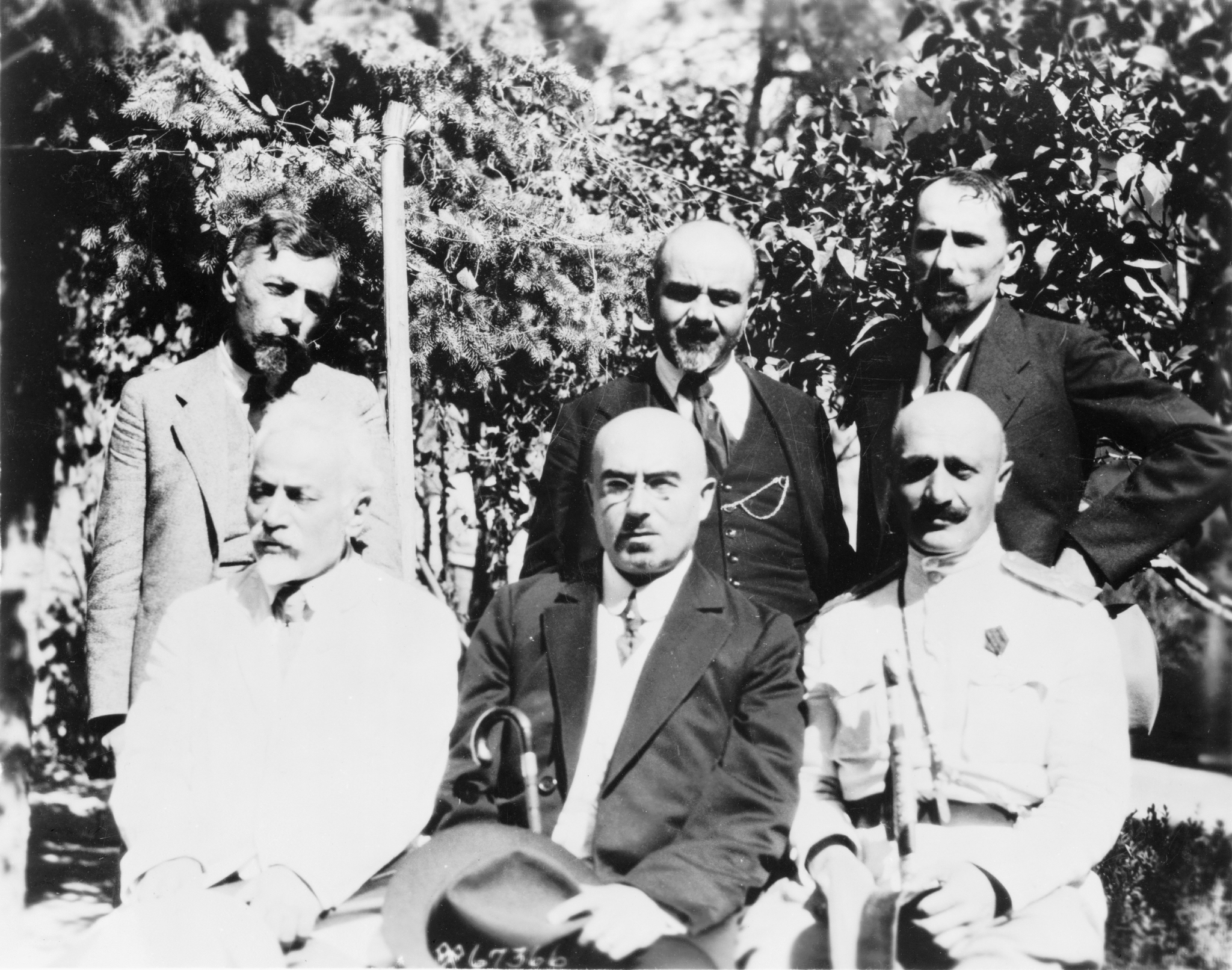
اعضای کابینه دوم اولین جمهوری ارمنستان، ۱ اکتبر ۱۹۱۹

- دراستامات کانایان، (۱۸۸۴–۱۹۵۶)
- نیکول آقبالیان، (۱۸۷۵–۱۹۴۷)
- هوهانس کاچازنونی، (۱۸۶۸–۱۹۳۸)
- آلکساندر خاتیسیان، (۱۸۷۴–۱۹۴۵)
- آوتیس آهارونیان، (۱۸۷۴–۱۹۴۵)
- آرام مانوکیان، (۱۸۷۹–۱۹۱۹)
- گریگور آمیریان، (۱۸۸۸–۱۹۶۴)
- لوون شانت، (۱۸۶۹–۱۹۵۱)
- سیمون وراتسیان، (۱۸۸۲–۱۹۶۹)
- هامو اوهانجانیان، (۱۸۷۳–۱۹۴۷)
- آوتیک ساهاکیان، (۱۸۶۳–۱۹۳۳)
- روبن تر-میناسیان، (۱۸۸۲–۱۹۶۹)
- هاکوب زاوریف، (۱۸۶۶–۱۹۲۰)

## لبنان
- هاکوب باگرادونیان

## جمهوری ارمنستان (۱۹۹۱)
- واهان هوهانیسیان، (۱۹۵۶–۲۰۱۵)
- هرایر کاراپتیان
- هرانت مارکاریان
- آرمن روستامیان
- کیرو مانویان